# Michael Siebenbrodt
Michael Siebenbrodt (geboren 1951 in Greifswald) ist ein deutscher Architekt, Architekturhistoriker, Publizist, Kurator, ehemaliger Kulturdezernent der Kulturstadt Weimar und Museumsleiter, der sich insbesondere mit der Geschichte und dem Umfeld des Bauhauses beschäftigt.

## Leben
Siebenbrodt ist der Sohn von Magdalene Siebenbrodt und deren Mann Joachim Siebenbrodt. Seine erste künstlerische Ausbildung erhielt er als Kind von der Bauhaus-Absolventin Hedwig Huschke und dem Universitätszeichenlehrer der Martin-Luther-Universität Halle-Wittenberg Conrad Felixmüller. In Halle (Saale) absolvierte er das Abitur mit Berufsausbildung als Maurer in Halle-Neustadt. In dieser Zeit nahm er mit einem Team an der Messe der Meister von Morgen als Republik-Sieger teil. Von 1970 bis 1972 absolvierte er seinen Grundwehrdienst in Berlin. Seit 1972 ist er mit der Französisch-/Deutschlehrerin Kristina Siebenbrodt verheiratet; Geburt des Sohnes Georg 1980. Er studierte von 1972 bis 1976 Architektur an der Hochschule für Architektur und Bauwesen Weimar. Hier erwarb er den akademischen Grad Diplom-Ingenieur/Architekt mit einer Abschlussarbeit zum Thema Entwurf einer Hochschule für industrielle Formgestaltung in Dessau unter Nutzung des Bauhausgebäudes. Bis 1985 unterrichtete er als wissenschaftlicher Mitarbeiter an der Weimarer Hochschule die Lehrgebiete Architekturtheorie, Architekturgeschichte, Denkmalpflege und Freihandzeichnen. Seit 1974 engagiert er sich in der Bauhausforschung; er ist Mitbegründer der seit 1976 stattfindenden Internationalen Bauhauskolloquien in Weimar. Ende 2022 gab er dem Weimarer Bibliotheksdirektor Frank Simon-Ritz ein Videointerview, in dem es um seine langjährige Verbundenheit mit der Weimarer Hochschule geht. Von 1985 bis 1988 war er am Bauhaus Dessau Leiter des Wissenschaftlich-kulturellen Zentrums (Bauhaus-Museum und Bauhausbühne). Aus politischen Gründen legte er 1988 sein Amt in Dessau nieder und begann eine leitende Tätigkeit im Kulturamt der Stadt Weimar. Als Kulturdezernent der Stadt Weimar 1989/1990 und leitender Mitarbeiter bis 1992 war er an der Vorbereitung der documenta X und an der Bewerbung von Weimar als Kulturhauptstadt Europas 1999 beteiligt. Seit 1992 war er kommissarischer Direktor der Kunstsammlungen zu Weimar und bis 2017 Leiter des Bauhaus-Museums in Weimar. In den Jahren von 2001 bis 2017 war er Vorsitzender und seitdem 2. Vorsitzender des Freundeskreises der Bauhaus-Universität Weimar e. V. und leitete das Musterhaus Am Horn, das seit 1996 zum UNESCO-Welterbe zählt. Seit 2017 betätigt er sich als freischaffender Architektur- und Designhistoriker mit dem Schwerpunkt Bauhaus und der Klassischen Moderne. Er hat zahlreiche Ausstellungen im In- und Ausland kuratiert, Bücher und Schriften veröffentlicht und hält weltweit Vorträge.

## Auszeichnungen
- 2020: Verdienstkreuz am Bande des Verdienstordens der Bundesrepublik Deutschland[4]

## Mitgliedschaften
- Freundeskreis der Bauhaus-Universität Weimar e. V. (Gründungsmitglied)
- docomomo Deutschland e. V. (Mitglied)
- Bauhaus.Weimar.Moderne Die Kunstfreunde e. V. (Gründungsmitglied)
- Gesellschaft für Designgeschichte e. V. (Gründungsmitglied)
- Förderverein Meisterhäuser Dessau e. V. (Gründungsmitglied)
- Verein baudenkmal bundesschule bernau e. V. (Mitglied)
- Bach in Weimar e. V. (Mitglied)

## Schriften (Auswahl)
Mehr als 100 Bücher und Fachaufsätze im In- und Ausland sind insbesondere in den Katalogen der Deutschen Nationalbibliothek, der Bibliothek der Bauhaus-Universität Weimar und der Landes- und Universitätsbibliothek Jena bibliografisch erfasst.
- Entwurf einer Hochschule für industrielle Formgestaltung in Dessau unter Nutzung des Bauhausgebäudes. Hochschule für Architektur und Bauwesen, Weimar 1976, OCLC 990326615 (Diplomarbeit).
- Zur Rolle der Kommunisten und anderer fortschrittlicher Kräfte am Bauhaus. In: Wissenschaftliche Zeitschrift / Hochschule für Architektur und Bauwesen, Weimar. Ausgabe B, Themen zum Bauingenieurwesen, Nr. 23, 1976, ISSN 0509-9773, S. 481–485.

Mit anderen als Autor und Herausgeber
- mit Thomas Föhl: Kunstsammlungen zu Weimar. Deutscher Kunstverlag, München / Berlin 1995, ISBN 3-422-06163-0.
- mit Rolf Bothe, Bernd Vogelsang, Klaus-Jürgen Winkler, Elisabeth Reissinger, Brigitte Reuter, Gitta Günther, Siegfried Herrmann, Volker Wahl: Bauhaus Weimar. Entwürfe für die Zukunft. Hatje Cantz, Ostfildern-Ruit 2000, ISBN 3-7757-9030-6.
- mit Frank Simon-Ritz: Die Bauhaus-Bibliothek. Versuch einer Rekonstruktion. Bauhaus-Universität, Weimar 2009, ISBN 978-3-86068-377-4.
- mit Lutz Schöbe: Bauhaus. Parkstone International, New York 2012, ISBN 978-1-78042-516-0 (books.google.de – Leseprobe).